# وونگ تائو
وونگ تائو شهری در جنوب ویتنام است. این شهر در سال ۲۰۰۵، ۲۴۰٬۰۰۰ نفر جمعیت داشته‌است. این شهر که مرکز استان با ریا-وونگ تائو است، دارای ۱۳ بخش شهری و یک روستا می‌باشد. شهر وونگ تائو، یکی از شهرهای گردشگری کشور ویتنام است.